# Эзериня, Аустра Андреевна
Аустра Андреевна Эзериня (латыш. Austra Ezeriņa; 26 сентября 1906 года — 20 декабря 1984 года) — доярка колхоза «Марупе» Рижского района Латвийской ССР. Герой Социалистического Труда (1958). Депутат Верховного Совета Латвийской ССР 5-го созыва.

## Биография
Родилась в 1906 году в крестьянской семье в одном из сельских населённых пунктов современной Кейпенской волости (в советское время — Огрский район). Во время довоенной Латвийской Республики участвовала в подпольном революционном движении. В 1944 году была арестована и отправлена в концентрационный лагерь Саласпилс и позднее — в женский концентрационный лагерь Равенсбрюк, Германия.
После войны возвратилась на родину. С 1950 года — доярка колхоза «Марупе» Рижского района. Показывала выдающиеся трудовые результаты по надою молока. Указом Президиума Верховного Совета СССР от 15 февраля 1958 года удостоена звания Героя Социалистического Труда «за выдающиеся успехи, достигнутые в деле развития сельского хозяйства по производству зерна, картофеля, сахарной свеклы, мяса, молока и других продуктов сельского хозяйства, и внедрение в производство достижений науки и передового опыта» с вручением ордена Ленина и золотой медали Серп и Молот .
С 1955 года — член КПСС. Избиралась делегатом XXI съезда КПСС (1959), депутатом Верховного Совета Латвийской ССР 5-го созыва (1959—1963).
Трудилась в колхозе до 1962 года.
Умерла в декабре 1984 года.